# Ikuta-jinja

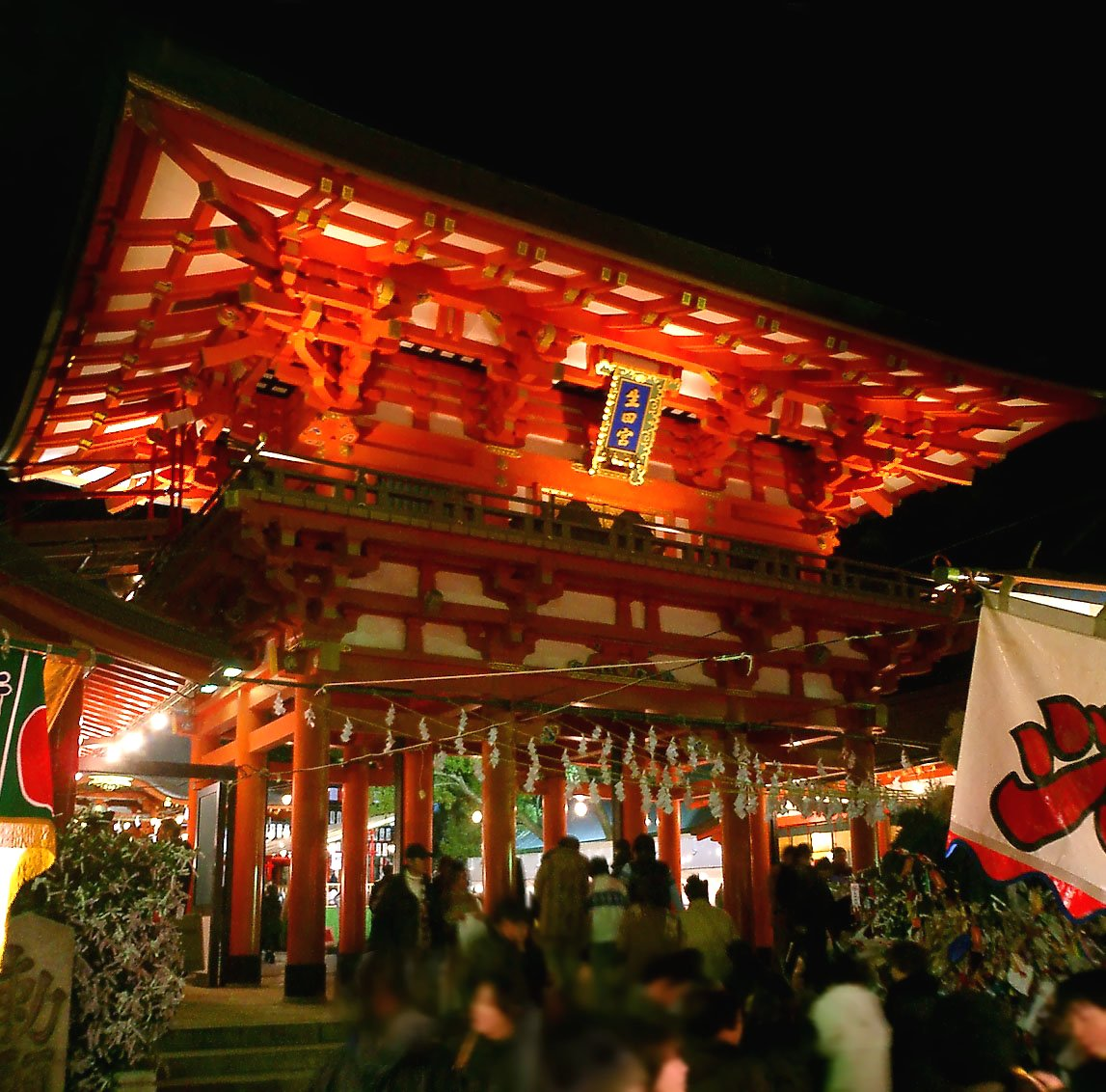
.

L' Ikuta-jinja (生田神社) est un sanctuaire shinto de Kōbe qui fait partie des plus anciens sanctuaires du Japon.

## Histoire
Selon le Nihon shoki, il fut fondé par l'impératrice Jingū au début du IIIe siècle.
Durant la guerre de Genpei, une partie de la bataille d'Ichi-no-Tani se déroula dans et autour du sanctuaire. Des bornes dans la forêt d'Ikuta commémorent ces événements. Bien sûr, le terrain du sanctuaire était bien plus grand à l'époque, avant que la ville de Kōbe ne soit construite autour. Ainsi, la localisation précise des escarmouches ne peut-elle plus être retrouvée de nos jours.

## Événements
De nos jours, deux pièces de théâtre nô, Ebira et Ikuta Atsumori, qui reprennent des passages de la guerre de Gempei, sont jouées chaque année près du sanctuaire lors du festival (matsuri) d'automne d'Ikuta : Akimatsuri.

## Accessibilité
Le sanctuaire situé en milieu urbain est accessible en trois minutes à pied depuis la gare de Kobe-Sannomiya.

## Galerie

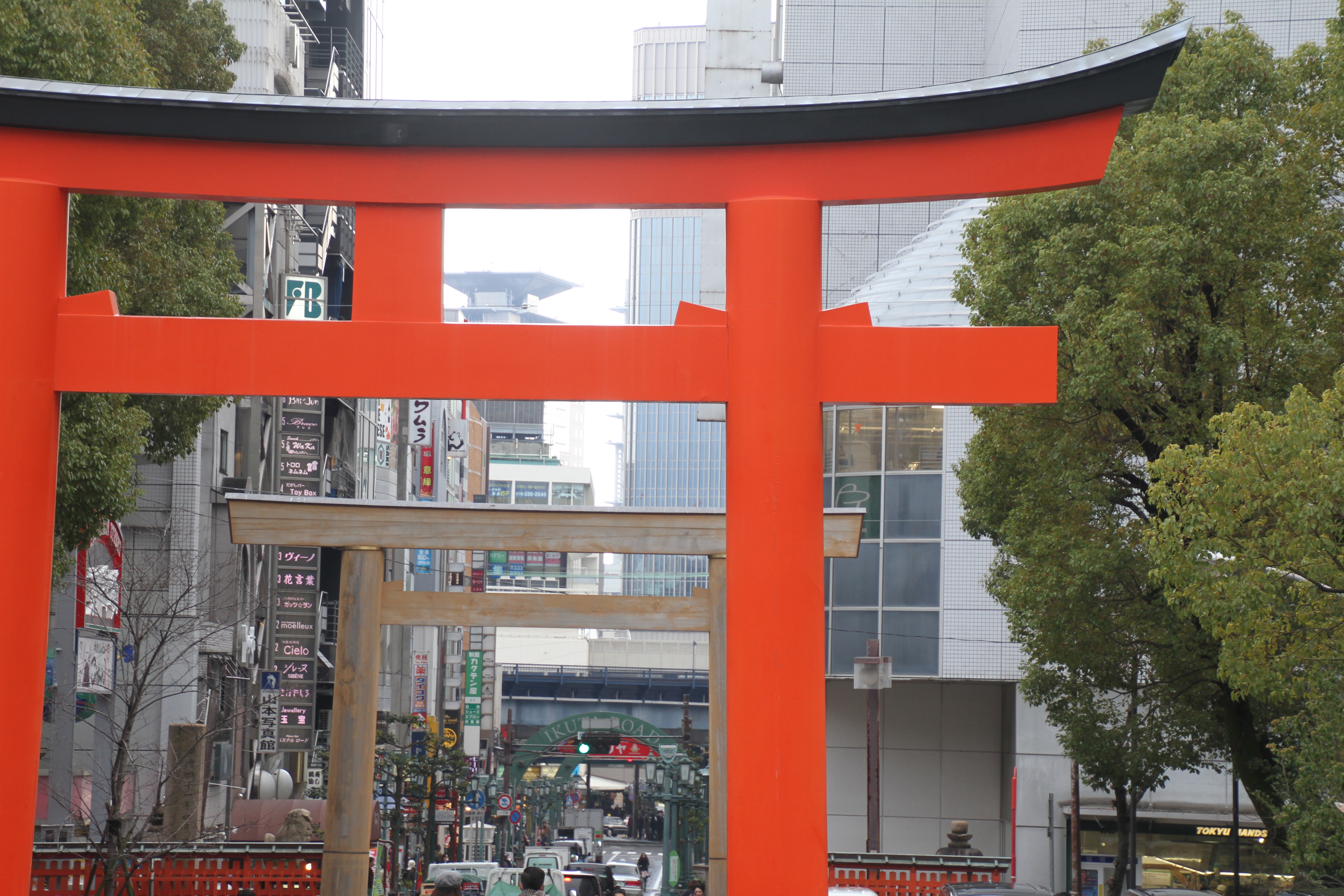
Torii d'accueil sur rue.
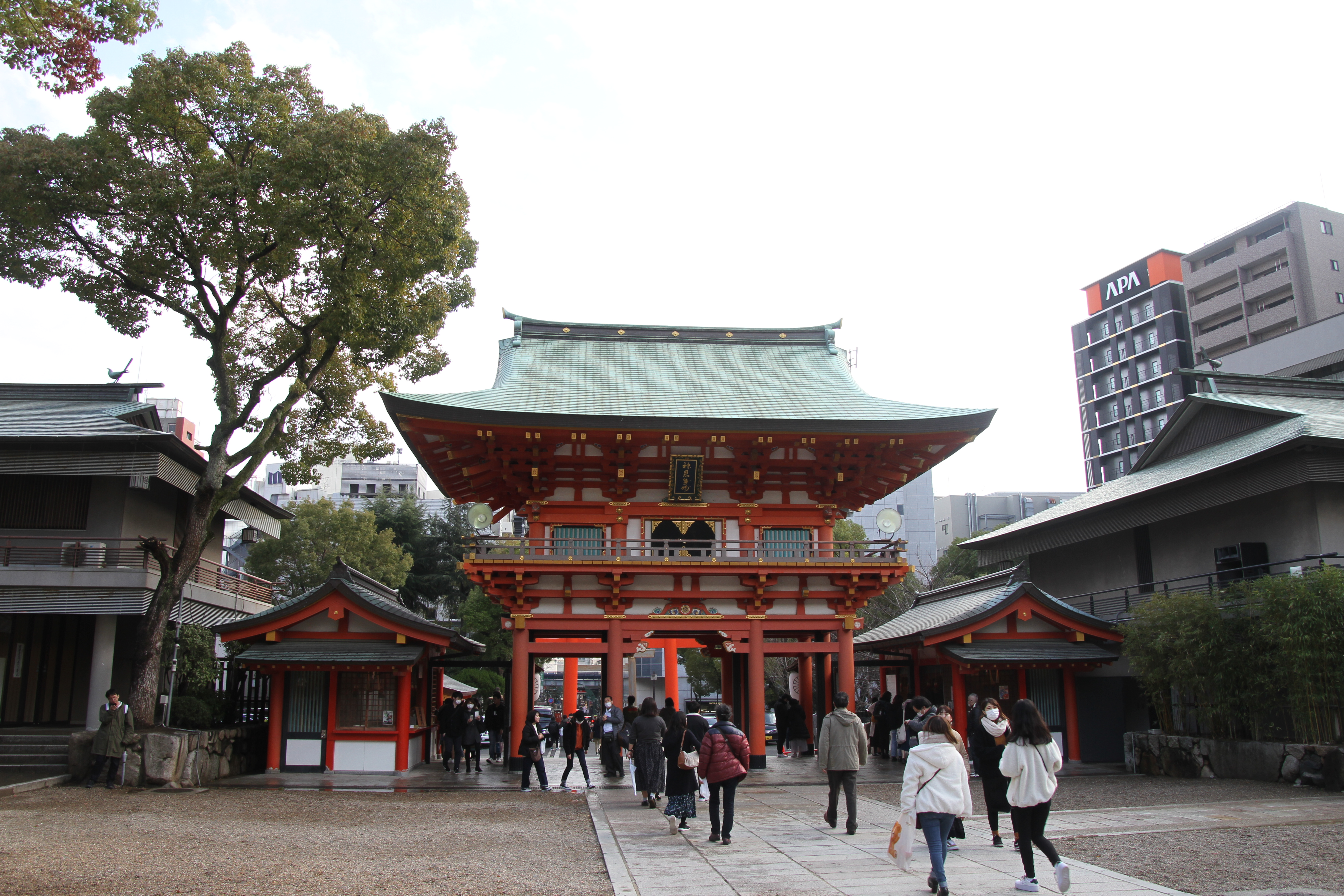
Romon.
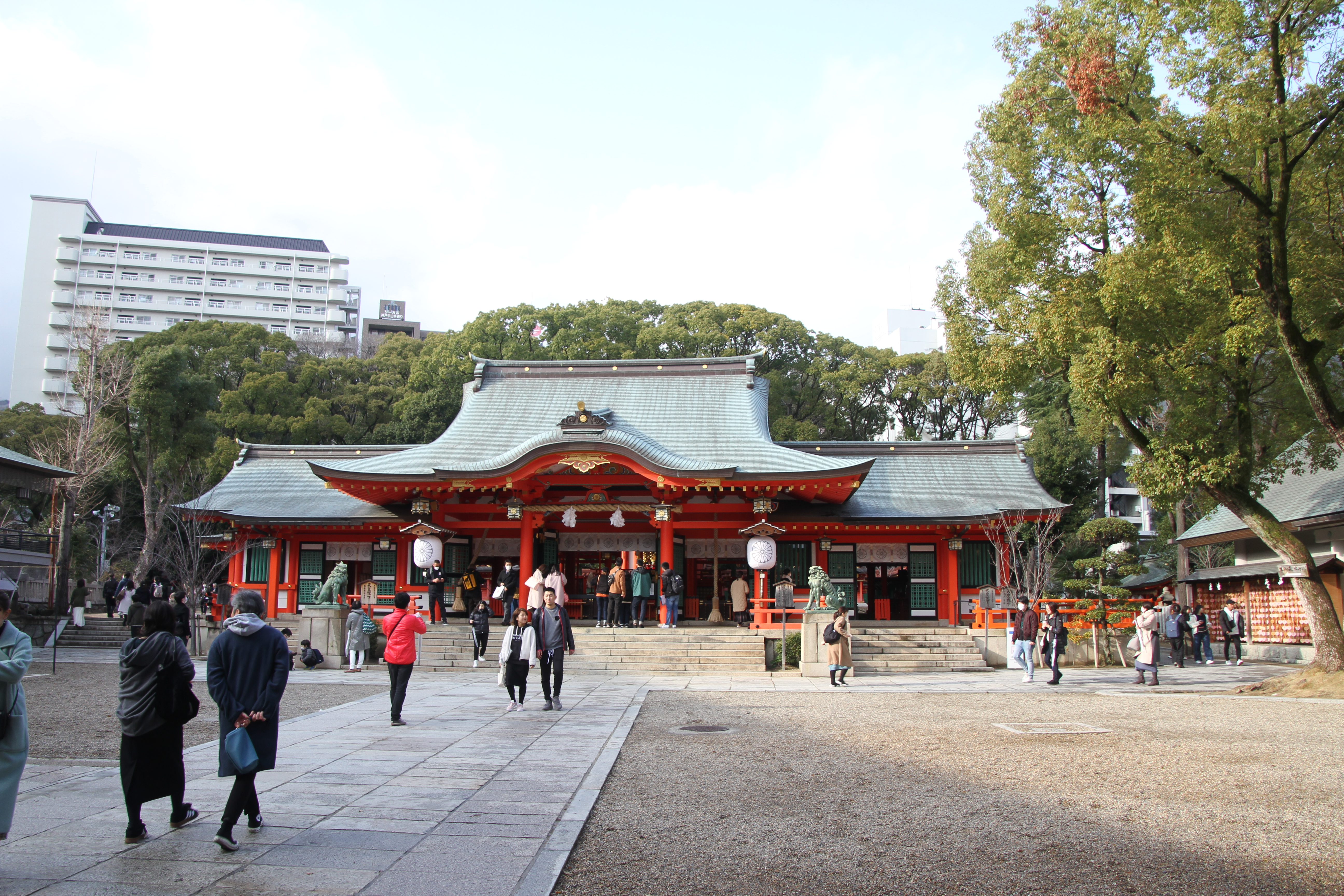
Honden.
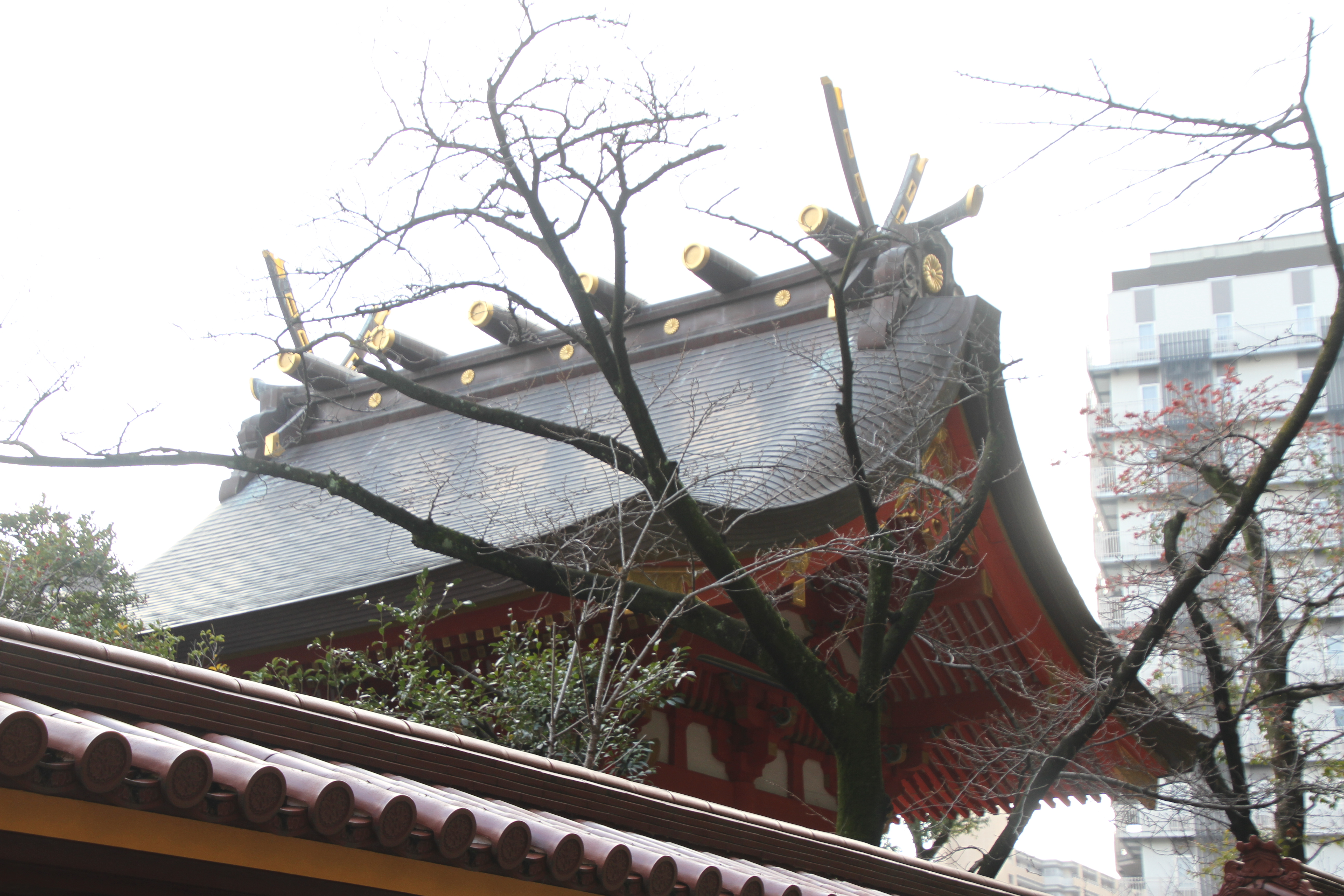
Toiture.
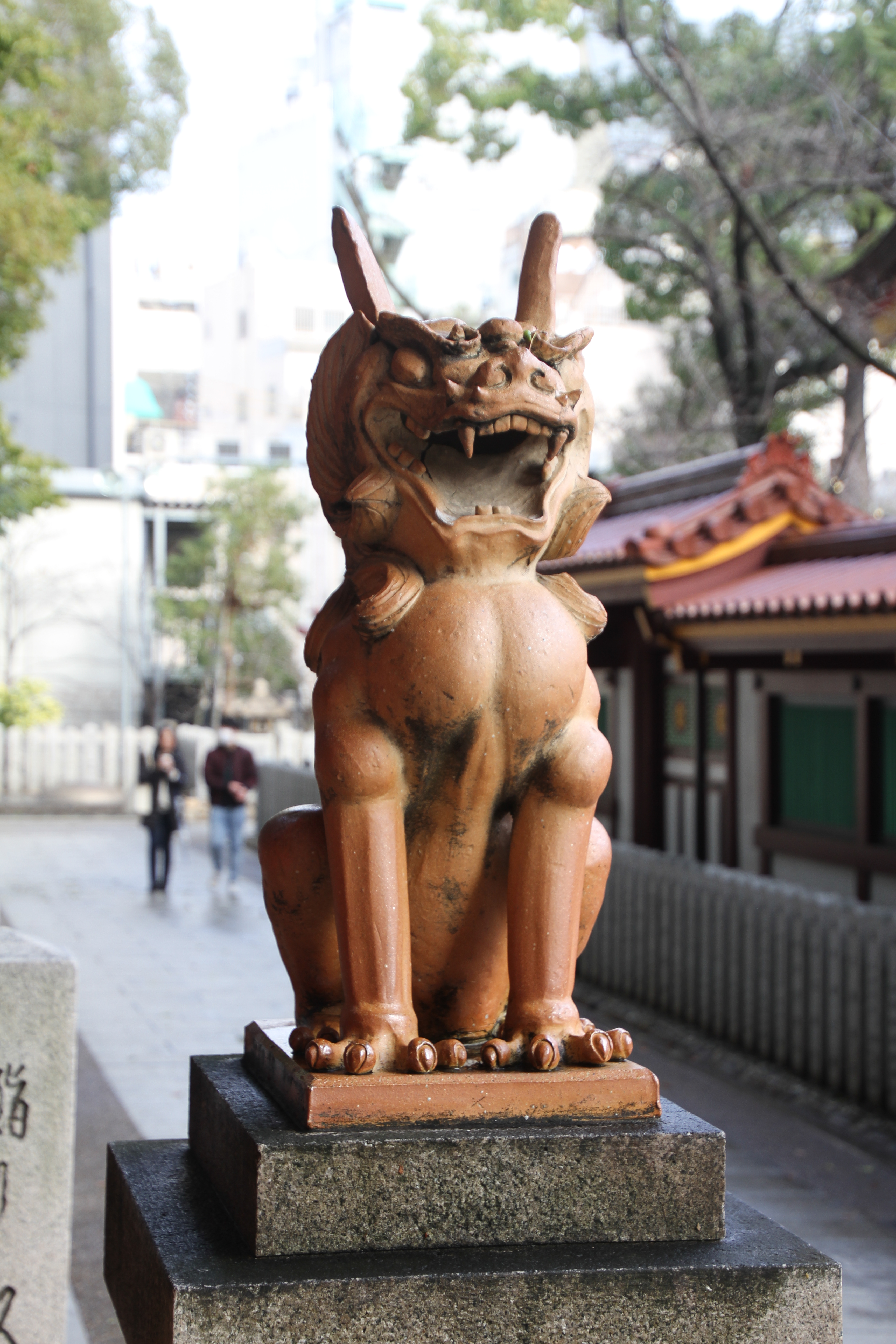
Gardien.
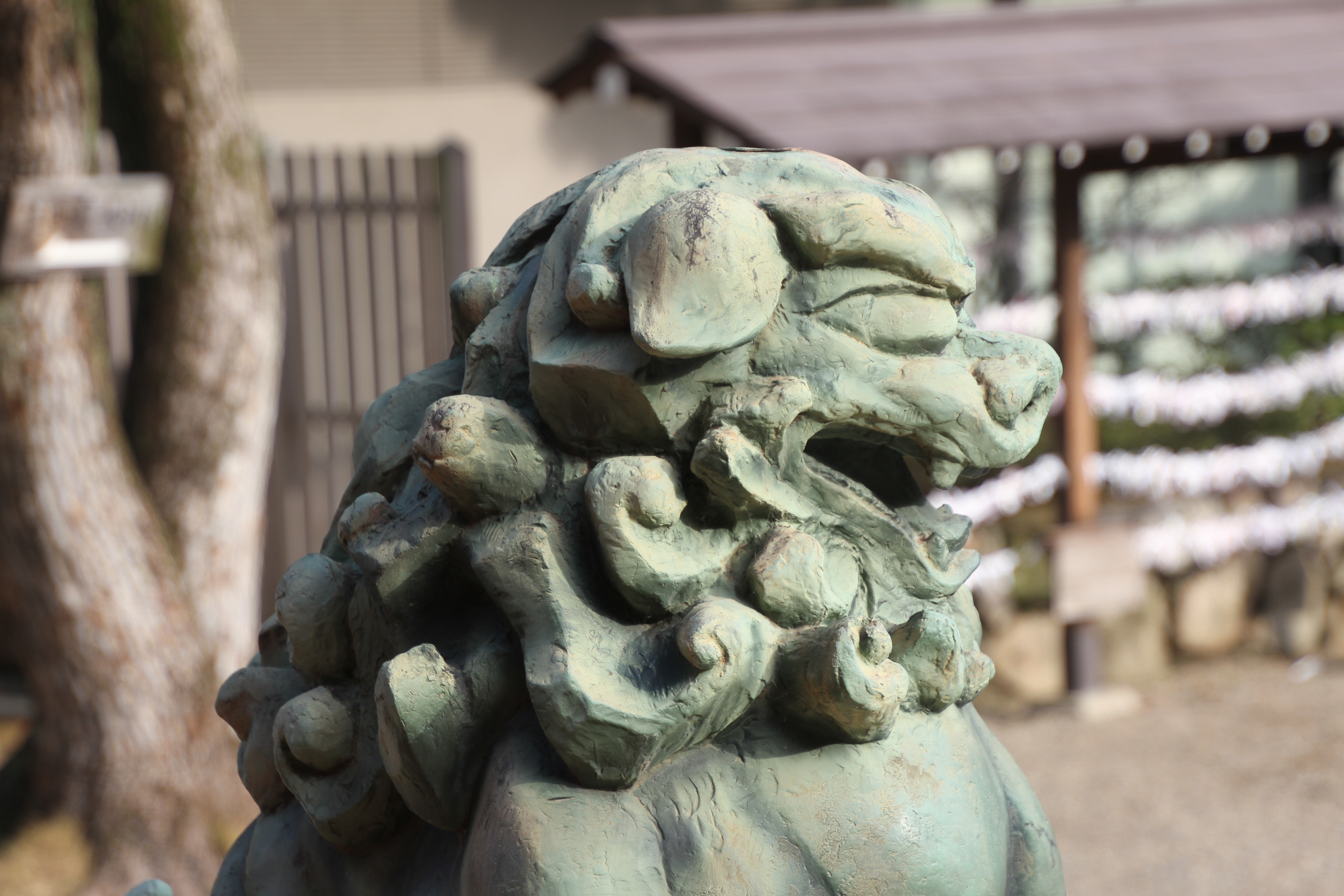
Komainu.
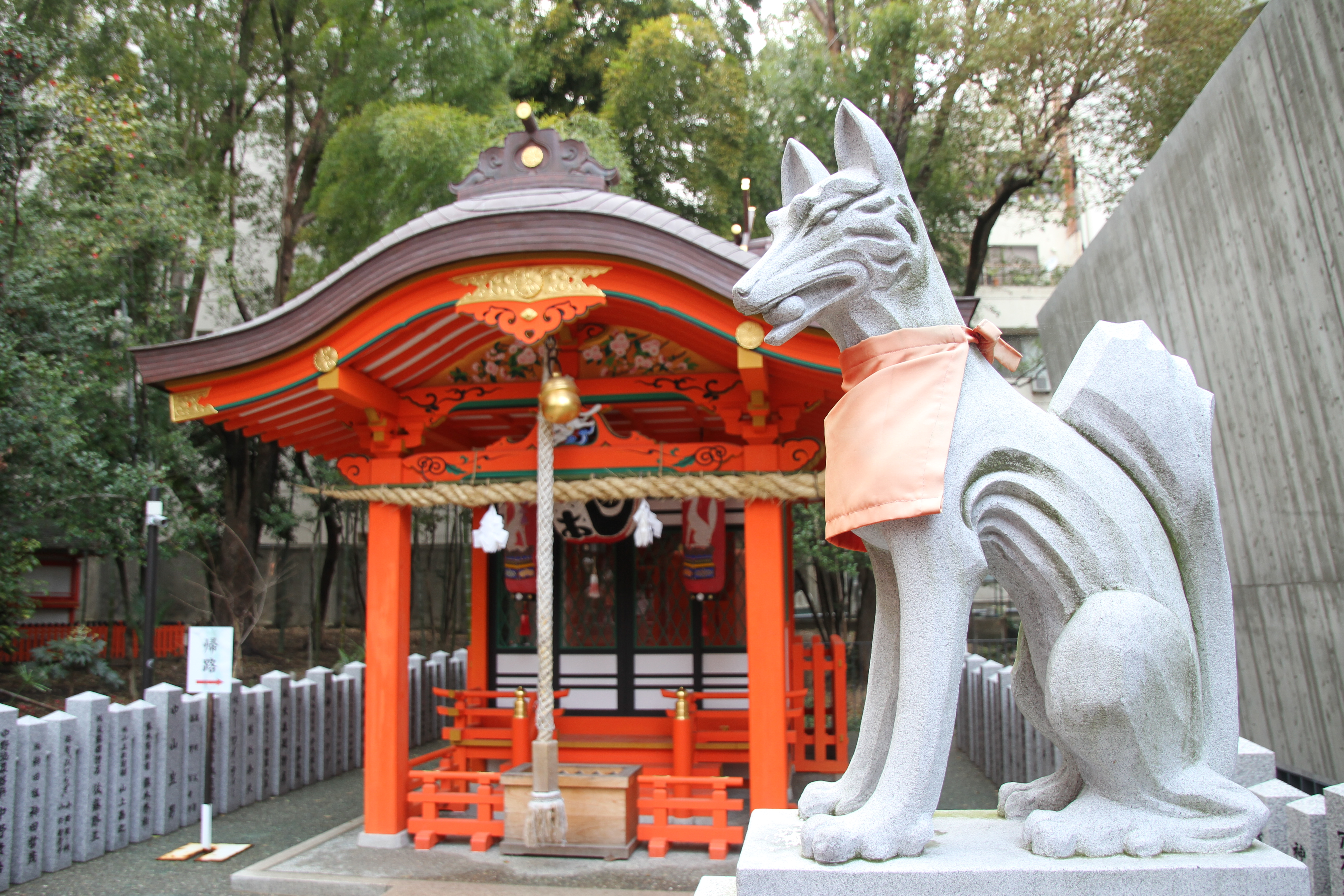
Sanctuaire Inari.
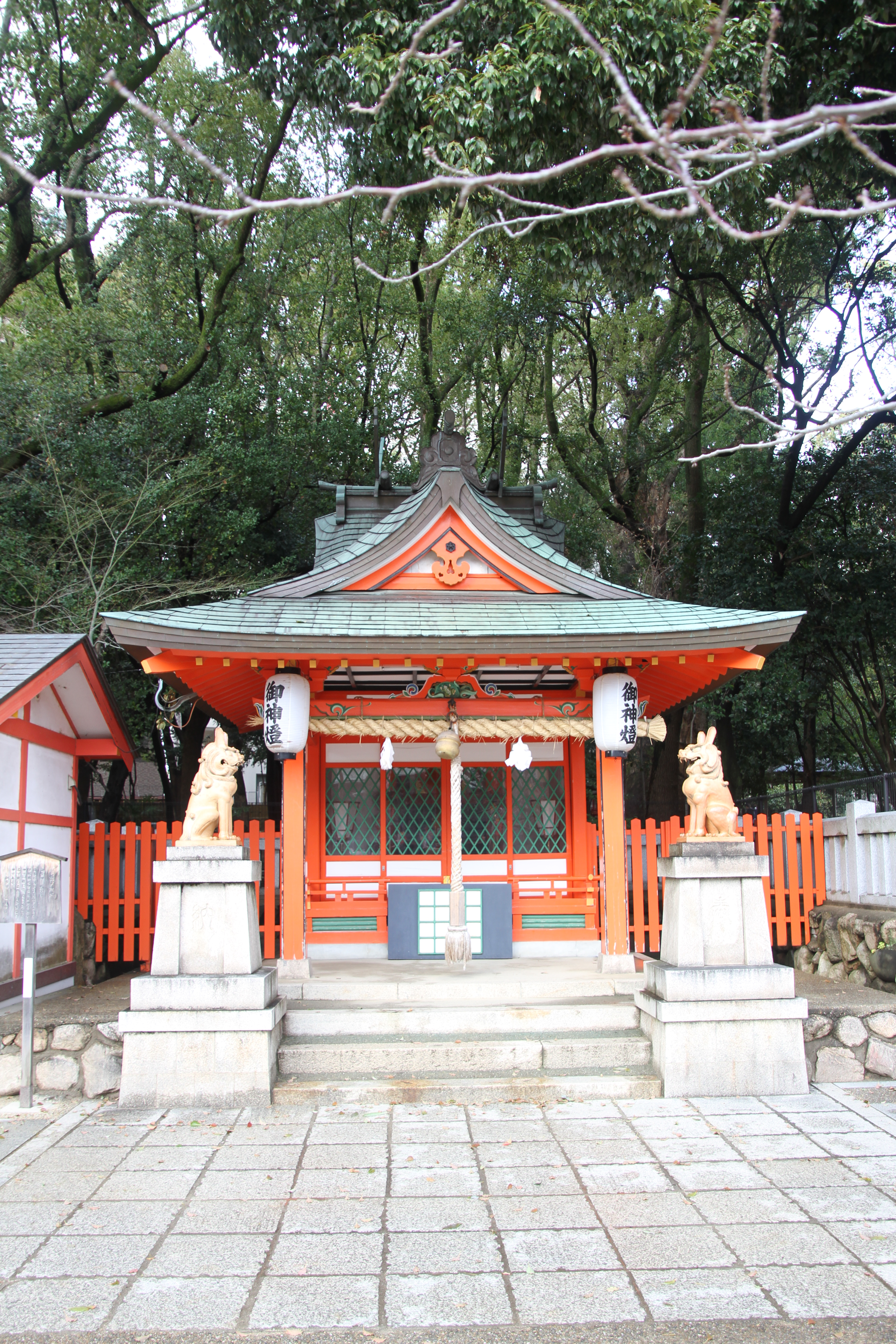
Sanctuaire Inari.